# James Trussart
James Trussart est un concepteur de guitare et basse et musicien français installé dans la ville de Los Angeles aux États-Unis, spécialisé dans la fabrique d'instrument à cordes, principalement de guitares en acier. La liste de ses clients comprend de nombreux artistes parmi les plus grands noms du show business.

## Biographie
Né en Lorraine dans les années 1950, James Trussart est issu d'une famille d'éleveurs de chevaux à Longuyon, commune française mitoyenne de la Belgique et très proche du Luxembourg. Il passe son enfance à la ferme à proximité de l'une des plus grosses bases de l'Otan, ce qui contribue à son attirance pour l'Amérique et sa musique.
À quinze ans, il apprend la guitare et la lutherie en autodidacte et réalise, dans le garage familial, une copie de sa Gibson J45, mais aussi des dulcimers, dont il vend une vingtaine d'exemplaires aux États-Unis. En 1970, avec l'argent de ses ventes, il sillonne ce pays. À Rochester, dans l'état de New York, il fabrique une vielle et un dulcimer à roue. Dans l'Ohio, il rencontre les luthiers de Stewart-MacDonald, avec lesquels il est encore en rapport. En Louisiane, il se lie d'amitié avec Sonny Landreth et Zachary Richard, avec qui il joue du violon cajun et compose quelques chansons. Tournées et enregistrement les font passer par la France à partir de 1974, une aventure qui conduira James Trussart à établir son premier atelier sur la colline de Sion, proche de Mirecourt, puis un second à Paris, en collaboration avec Nicolas Petitbon. Les guitares en métal, qu'il a créé en Louisiane pour la première fois, occupent alors toute son attention ; cependant l'idée d'utiliser ce matériau inhabituel - mais pour un violon - lui était déjà venue auparavant.
Après avoir installé ateliers et magasins à Paris, les Guitar et Bass Stations de Pigalle, il s'établit à Issy-les-Moulineaux pour se consacrer exclusivement à la fabrication. En 2001 il part s'installer à Los Angeles, ville dans laquelle il réside et travaille actuellement. Du fait de sa notoriété montante et de l'augmentation des commandes, il constitue autour de lui une équipe de proches.

## Particularités des modèles
James Trussart est un pionnier de l'utilisation de l'acier pour la caisse de résonance des guitares, les expériences antérieures s'étant en général limitées à l'aluminium pour le manche (chez Wandré, Jacobacci, Kramer, Travis Bean) ou le corps (chez Veleno). Dans les créations de Trussart, le manche, lui, reste en bois. Les plaques d'acier sont le plus souvent laissées à rouiller dehors avant d'être assemblées, ce que Billy Gibbons de ZZ Top appelle le procédé Rust-O-Matic.

### Les modèles de base
- Steelcaster
- Steelcaster Bass
- Deluxe Steelcaster
- Baritone
- SteelDeville
- Steelphonic
- Steelreso
- Steel-O-Matic
- Steeltop
- Steeltopcaster
- Deluxe Steeltopcaster
- Steelmaster
- Steeltelemaster
- Steel X

## Artistes jouant (ou ayant joué) sur des modèles James Trussart

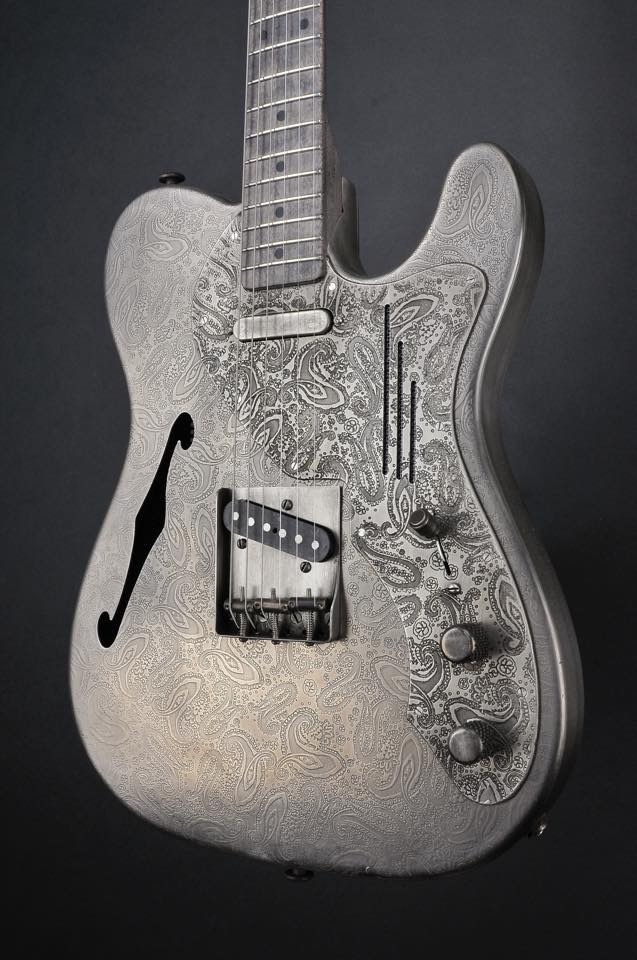
Deluxe SteelCaster Antique Silver Paisley Engraved

Comme on peut le voir dans la rubrique artistes du site officiel de James Trussart, de nombreux musiciens célèbres utilisent ses instruments. Une liste complète tiendrait lieu de « Who's Who » de la musique anglo-saxonne ; on peut citer :
- Bob Dylan
- Keith Richards
- Mick Jagger
- Paul Simon
- Eric Clapton
- Billy Gibbons
- Joe Walsh
- Jack White
- Charlie Sexton
- Daniel Lanois
- Willy DeVille
- Patrice Stellest
- Taj Mahal
- Robert Cray
- James Hetfield
- Iggy Pop
- Marc Ribot
- Rich Robinson
- Sonny Landreth
- Joe Perry
- Tom Morello
- Billy Corgan
- Calvin Russell
- Captain Kirk Douglas
- Ziggy Marley

On peut citer également des artistes français ou francophones comme :
- Johnny Hallyday
- Jean-Louis Aubert
- Pablo Daniel Magee
- Fred Chichin
- Amadou Bagayoko
- Rodolphe Burger
- Jean-Pierre Riou
- Léopold Riou
- Napo Romero
- Johan Ledoux